# Кристал-Лейк (округ Полк, Флорида)
Кристал-Лейк (англ. Crystal Lake) — статистически обособленная местность, расположенная в округе Полк (штат Флорида, США) с населением в 5341 человек по статистическим данным переписи 2000 года.

## География
По данным Бюро переписи населения США статистически обособленная местность Кристал-Лейк имеет общую площадь в 7,25 квадратных километров, из которых 6,99 кв. километров занимает земля и 0,26 кв. километров — вода. Площадь водных ресурсов округа составляет 3,59 % от всей его площади.

## Демография
| Год переписи        | Нас. |  | %±     |
| ------------------- | ---- |  | ------ |
| 1960                | 3172 |  | —      |
| 1970                | 6227 |  | 96,3%  |
| 1980                | 6827 |  | 9,6%   |
| 1990                | 5300 |  | −22,4% |
| 2000                | 5341 |  | 0,8%   |
| 1960–2000 Источник: |      |  |        |

По данным переписи населения 2000 года в Кристал-Лейк проживало 5341 человек, 1383 семьи, насчитывалось 2151 домашнее хозяйство и 2389 жилых домов. Средняя плотность населения составляла около 736,69 человек на один квадратный километр. Расовый состав населённого пункта распределился следующим образом: 80,94 % белых, 13,63 % — чёрных или афроамериканцев, 0,75 % — коренных американцев, 0,88 % — азиатов, 0,02 % — выходцев с тихоокеанских островов, 1,33 % — представителей смешанных рас, 2,45 % — других народностей. Испаноговорящие составили 7,21 % от всех жителей статистически обособленной местности.
Из 2151 домашних хозяйств в 30,0 % воспитывали детей в возрасте до 18 лет, 42,5 % представляли собой совместно проживающие супружеские пары, в 16,2 % семей женщины проживали без мужей, 35,7 % не имели семей. 25,6 % от общего числа семей на момент переписи жили самостоятельно, при этом 8,6 % составили одинокие пожилые люди в возрасте 65 лет и старше. Средний размер домашнего хозяйства составил 2,48 человек, а средний размер семьи — 2,96 человек.
Население статистически обособленной местности по возрастному диапазону по данным переписи 2000 года распределилось следующим образом: 25,5 % — жители младше 18 лет, 12,1 % — между 18 и 24 годами, 29,6 % — от 25 до 44 лет, 19,3 % — от 45 до 64 лет и 13,5 % — в возрасте 65 лет и старше. Средний возраст жителей составил 34 года. На каждые 100 женщин в Кристал-Лейк приходилось 97,4 мужчин, при этом на каждые сто женщин 18 лет и старше приходилось 96,7 мужчин также старше 18 лет.
Средний доход на одно домашнее хозяйство статистически обособленной местности составил 30 699 долларов США, а средний доход на одну семью — 35 591 доллар. При этом мужчины имели средний доход в 28 125 долларов США в год против 22 110 долларов среднегодового дохода у женщин. Доход на душу населения статистически обособленной местности составил 30 699 долларов в год. 13,7 % от всего числа семей в населённом пункте и 16,4 % от всей численности населения находилось на момент переписи населения за чертой бедности, при этом 19,2 % из них были моложе 18 лет и 9,6 % — в возрасте 65 лет и старше.